# 南非約翰內斯堡聖殿
南非約翰內斯堡聖殿是耶穌基督後期聖徒教會營運的第36個聖殿。
1981年4月，耶穌基督後期聖徒教會領袖宣佈在南非約翰內斯堡的帕克敦建造一座聖殿，工程於1982年11月27日出現突破性進展。該會為保護該地區的歷史價值付出了巨大努力。曾經由十九世紀礦業巨頭和金融家建造的莊園遺址，聖殿周圍的區域有醫院、辦公樓和學校，其中許多都坐落在維多利亞時代的豪宅中。
聖殿的六個尖頂伸向天空，因此從城市許多地方都可以看到寺廟。建築的邊緣飾有層狀的面磚，完美地融合在一起，賦予其優雅和獨特性。灰色的石板屋頂與原生石英岩用於寺廟的周邊牆壁以及入口拱門，使建築物能夠與附近的歷史建築相適應。
戈登·比特納·海克利於1985年8月24日起專注設計這座寺廟。雖然在南非德班和剛果民主共和國宣布興建更多的寺廟，但約翰內斯堡神廟目前為來自剛果共和國、剛果民主共和國、南非、津巴布韋、肯尼亞、烏干達、莫桑比克、坦桑尼亞、贊比亞以及馬達加斯加的教會成員提供服務。
聖殿總建築面積為19,184平方英尺（1,782.3平方），當中包括四個法令室和三個密封室。

## 外部連結
- Official Johannesburg South Africa Temple page（页面存档备份，存于）
- Johannesburg South Africa Temple page（页面存档备份，存于）